# Попов, Вячеслав Леонидович
Вячеслав Леонидович Попов (род. 25 марта 1938) — российский криминалист и судебный медик, Заслуженный деятель науки Российской Федерации, Заслуженный врач Российской Федерации, доктор медицинских наук, профессор, заведующий кафедрой уголовного права юридического факультета Санкт-Петербургского университета водных коммуникаций.

## Биография
Вячеслав Леонидович Попов родился 25 марта 1938 года. В 1961 году окончил Военно-медицинскую академию им. С. М. Кирова и на протяжении 33 лет служил военным судебно-медицинским экспертом, последовательно пройдя путь от специалиста до начальника судебно-медицинской лаборатории — главного судебно-медицинского эксперта Туркестанского военного округа. В течение 20 лет возглавлял кафедру судебной медицины Военно-медицинской академии.
Доктор медицинских наук. Профессор. Автор 400 научных трудов, в их числе — 10 монографий, 2 учебника, руководства, 11 изобретений. Основные работы по судебно-медицинской экспертизе черепно-мозговой травмы, огнестрельных и взрывных повреждений, дифференцированию роли травмы и патологии в генезе внутричерепных кровоизлияний, идентификации личности, теоретическим проблемам судебной медицины. Выполнил ряд уникальных экспертиз, в том числе по идентификации остатков царской семьи Романовых. Заслуженный деятель науки России. Академик Петровской академии наук и искусств. Действительный член Международной академии интегративной антропологии. Руководит рядом отечественных и международных научно-общественных организаций.
В настоящее время — заведующий кафедрой уголовного права юридического факультета Санкт-Петербургского государственного университета водных коммуникаций, заместитель начальника Бюро судебно-медицинской экспертизы Ленинградской области по научной работе, Председатель судебно медицинской ассоциации Северо-Запада России, Президент Международного конгресса судебных медиков.

## Награды и признание
- Орден «Знак Почёта»
- медали
- стипендия Президента Российской Федерации «Выдающимся учёным России»
- медаль Ogata Koan японского университета Kitosato «За превосходные пионерские работы по судебной баллистике и судебной антропологии»
- диплом «За личный вклад в теорию и практику судебной медицины» президиума правления Всероссийского общества судебных медиков
- почётный член университетов в Хельсинки (Финляндия) и Китасато (Япония).

## Публикации
- Попов В. Л., Шигеев В. Б., Кузнецов Л. Е. Судебно-медицинская баллистика. — Санкт-Петербург: Гиппократ, 2002. — 656 с. — ISBN 5-8232-0242-3.